# سازمان فرهنگ و ارتباطات اسلامی
سازمان فرهنگ و ارتباطات اسلامی سازمان دولتی وابسته به وزارت فرهنگ و ارشاد اسلامی است. این سازمان در سال ۱۳۷۴ تأسیس شد و مسئولیت آن در زمینه فعالیت‌های فرهنگی خارج از کشور است. ایده تشکیل این سازمان با طرح ادغام بخش‌های فرهنگی و تبلیغی نهادها و مؤسسات دولتی و عمومی ایران، فعال در خارج از کشور ایجاد شد‌
این سازمان زیر نظر یک شورای‌عالی متشکل از شخصیت‌های فرهنگی، چند تن از اعضای هیئت وزیران مانند؛ وزیر امور خارجه و وزیر فرهنگ و ارشاد اسلامی، همچنین رئیس سازمان صدا و سیما اداره می‌شود. این سازمان در عمده سفارتخانه‌های ایران در کشورهای مختلف نماینده فرهنگی دارد.
در حال حاضر محمدمهدی ایمانی‌پور ریاست سازمان فرهنگ و ارتباطات اسلامی را برعهده دارد. او در تاریخ ۲۶ آبان ۱۴۰۰ به عنوان ششمین رئیس سازمان از ابتدای تأسیس آن، جانشین ابوذر ابراهیمی ترکمان شد.

## رؤسای سازمان از بدو تأسیس
- محمدعلی تسخیری ۱۳۸۰ – ۱۳۷۴
- محمود محمدی عراقی ۱۳۸۶ – ۱۳۸۰
- مهدی اهری مصطفوی ۱۳۸۹ – ۱۳۸۶
- محمدباقر خرمشاد ۱۳۹۲ – ۱۳۸۹
- ابوذر ابراهیمی ترکمان ۱۴۰۰ – ۱۳۹۲
- محمدمهدی ایمانی‌پور تاکنون –۱۴۰۰

## هک
یکشنبه ۱۲ تیر ۱۴۰۱ گروه سایبری «قیام تا سرنگونی»، وابسته به سازمان مجاهدین خلق حمله سایبری به وب‌سایت و سامانه‌های سازمان فرهنگ و ارتباطات اسلامی را اعلام کرد و در ویدئویی منتشر کرد که «به بیش از دویست هزار سند و فایل دست یافته که برخی از آن‌ها محرمانه هستند». همچنین تصاویری از مسعود و مریم رجوی و شعارهای سازمان مجاهدین خلق پس از این حمله سایبری بر روی این سامانه قرار گرفت. «شش سایت و سامانه، ۴۴ سِرور و دو اتوماسیون اداری» از 
تارنمای سازمان فرهنگ و ارتباطات اسلامی بعد از این حمله سایبری از دسترس خارج شد.